# محمدرضا زندی
محمّدرضا زندی (زادهٔ ۱۲۹۸، تهران - درگذشت ۱۴ آبان ۱۳۸۰) هنرپیشه، فیلم‌نامه‌نویس، صدا پیشه و کارگردان تئاتر و فیلم اهل ایران بود.

## زندگی
محمّدرضا زندی متولد ۱۲۹۸ خورشیدی در محله حسن‌آباد تهران کار هنری را با ایفای نقشی کوتاه در نمایش «آتش زدن دختر بت‌پرست» در سال ۱۳۱۴ آغاز کرد. سپس مدتی به اهواز رفت و در آنجا بازی در نمایش را ادامه داد. پس از بازگشت به تهران به هنرستان هنرپیشگی تهران رفت و دورهٔ سه سالهٔ آنجا را گذراند. در طول این مدت و پس از آن نیز بازی در تئاتر را دنبال کرد. از جمله نمایش‌های وی می‌توان به نمایش‌های: انتقام طبیعت، یوسف و زلیخا، خسیس، طبیب اجباری، مریض خیالی، محکوم به ازدواج، علی بابا و چهل دزد، پری جادو، استاد شیطان، عشق و موفقیت، نازک‌نارنجی اشاره کرد. وی کار تئاتر را در کنار شغل اصلی اش که در وزارت اقتصاد بود انجام می‌داد و در کنار این‌ها به دوبلهٔ فیلم نیز اشتغال داشت فعالیت در سینما را با فیلم «مریم» به عنوان نویسنده با همکاری مهدی بشارتیان و بازیگر در سال ۱۳۳۲ آغاز کرد. زرندی در صبح روز دوشنبه ۱۴ آبان ۱۳۸۰ در سن ۸۲ سالگی درگذشت.

## فعالیت دوبله
- شروع حرفه‌ای دوبله از سال ۱۳۳۲، دوبله در ایتالیا.
- ویژگی صدا: تیپ‌های کمدی، تقلید صدا و لهجه‌های مختلف. گوینده بسیاری از نقش‌های کمدی مثل لو کاستلو، فرناندل، باب هوپ، ویتوریو دسیکا و…

## فیلم‌شناسی

### کارگردان
1. خسیس (۱۳۳۴)

### نویسنده
1. آخرین هوس (۱۳۳۹)
2. خسیس (۱۳۳۴)
3. مریم (۱۳۳۲)

### بازیگر
1. خودرو تهران ۱۱ (سریال تلویزیونی-۱۳۷۶)
2. مدرسه مادربزرگ‌ها (سریال تلویزیونی-۱۳۷۵)
3. بانی چاو (۱۳۷۴)
4. شهر در دست بچه‌ها (۱۳۷۰)
5. مدرسه پیرمردها (۱۳۷۰)
6. از پاریس برگشته (۱۳۳۸)
7. خسیس (۱۳۳۴)
8. شاهین طوس (۱۳۳۳)
9. قیام پیشه‌وری (۱۳۳۳)
10. مریم (۱۳۳۲)
11. میهن‌پرست (۱۳۳۲)
12. اشتباه (۱۳۳۱)

### تهیه‌کننده
1. خسیس (۱۳۳۴)